# Лацковце
Лацковце (слч. Lackovce) насељено је мјесто са административним статусом сеоске општине (слч. obec) у округу Хумење, у Прешовском крају, Словачка Република.

## Становништво
| Година:    | 1994. | 2004. | 2014.    | 2024.    |
| ---------- | ----- | ----- | -------- | -------- |
| Број људи: | 0     | 578   | 702      | 927      |
| Разлика:   |       | –     | +21,45 % | +32,05 % |

| Година:    | 2023. | 2024.   |
| ---------- | ----- | ------- |
| Број људи: | 901   | 927     |
| Разлика:   |       | +2,88 % |

Према подацима о броју становника из 2024. године насеље је имало 927 становника.